# Саморский собор
Кафедральный собор Саморы — католический храм в городе Самора, национальный памятник Испании (королевским указом от 5 сентября 1889 года). Будучи самым древним (и самым небольшим) из одиннадцати соборов на территории автономного сообщества Кастилия и Леон, собор считается одним из лучших образцов испанской романской архитектуры и символом Саморы. Собор, расположенный в юго-западной части исторического старого города недалеко от набережной реки Дуэро рядом с крепостью, посвящён Спасителю.
В 1120 году у Саморы появился собственный епископ — монах Бернардо из Саагуна. Городу потребовался кафедральный собор. Точная дата начала строительства собора неизвестна, однако, согласно средневековым документам, в 1139 году оно уже велось. Архитектор собора неизвестен. Согласно надписи, вырезанной в северной части поперечного нефа собора, в 1174 году собор был освящён преемником епископа Бернардо — епископом Эстебаном. Возведение собора было закончено в 1204 году, клуатр и башня построены ещё позже, в их архитектуре уже чувствуется готическое влияние.
Кафедральный собор имеет форму трёхнефной базилики, в плане представляет собой латинский крест. Центральный неф имеет ребристый свод, боковые нефы покрыты нервюрными крестовыми сводами, трансепты — бочарными сводами. Большие стрельчатые арки на массивных столбах создают пространственную связь между нефами, объединяя их в подобие зальной церкви. Стены собора не расчленены и прерываются только стрельчатыми окнами.
Наиболее выразительным элементом собора, характерным именно для испанской поздней романтики, является цимборио — круглая башня над средокрестием в форме барабана, увенчанного каменным ячеистым куполом с черепицей в виде раковин. Цимборио кафедрального собора Саморы имеет сложную композицию. На диагональных осях барабана расположены четыре небольшие башенки с маленькими куполами, имеющими не только декоративную, но и структурную функцию: поставленные прямо над парусами, они нейтрализуют диагональный распор купола, укрепляя всю конструкцию. Поперечные оси цимборио заканчиваются выступающими плоскими объёмами; барабан имеет шестнадцать окон, украшен каменной резьбой, миниатюрными аркадами и карнизами.
Яркая деталь южной стороны собора — богато украшенный портал, выходящий в сторону епископского дворца. По бокам от входа расположены полукруглые арки со скульптурами святых Иоанна и Павла с одной стороны и Богоматери — с другой. Квадратная в плане башня Спасителя высотой 45 метров имела не только религиозное, но и оборонное значение.
Резной хор кафедрального собора из кедрового дерева сооружён в начале XVI века по проекту Хуана Брюссельского. Он украшен не только фигурами святых, но и многочисленными жанровыми сценами сельской жизни, а также иллюстрациями басен и поговорок. Высокое неоклассическое ретабло XVIII века работы Вентуры Родригеса сделано из мрамора и бронзы. Перед алтарём — кованная решётка, мраморный стол, слева и справа — две кафедры в стиле мудехар. Следует обратить внимание на анатомически точную статую Иисуса Христа в капелле Святого Бернардо. В соборе множество захоронений, особенно привлекает внимание надгробие доктора Градо с его готической филигранной резьбой.
В клуатре собора ныне располагается музей, в который можно попасть через крытые галереи. В собрании музея — коллекция фламандских гобеленов тонкой работы XV—XVII века, изображающих сцены из Троянской войны, итальянского похода Ганнибала, жизни Тарквиния Гордого, этрусского царя Рима. Другое сокровище поздней готики — дарохранительница 1515 года.